# Salsola armata
Salsola armata là loài thực vật có hoa thuộc họ Dền. Loài này được C. A. Sm. Ex Aell. miêu tả khoa học đầu tiên năm.